# 哈尔滨邮政管理局旧址
哈尔滨邮政管理局旧址是黑龙江省哈尔滨市的一座历史建筑，位于南岗区民益街100号。现为省邮电管理局。

## 历史
哈尔滨邮政管理局旧址于1922年。位于南岗区民益街100号，高三层，属于新古典主义建筑风格。现为省邮电管理局。2007年9月30日，成为哈尔滨市文物保护单位。